# Gothfrith Sihtricson
Gothfrith Sihtricson (irlandais Gofraidh mac Sitriucca) roi des Vikings de Dublin de la famille des Uí Ímair entre 948 et  953.

## Biographie
Gothfrith ou Gudfrith était un fils de Sigtryggr Caoch  Il prend la direction des vikings de Dublin en 948 après la mort de son cousin Blacair Gothfrithson et pendant que son frère Olaf Kvaran tente de récupérer le Royaume viking d'York qui était occupé par l’ancien roi de Norvège Éric à la Hache Sanglante.
Les Annales  Irlandaises relèvent que « Gofraidh .i. mac Sitriucca » alors allié à l’Ard ri Erenn Congalach Cnogba subit en novembre 950 une lourde défaite devant Ruaidrí Ua Canannáin
Bien que le vainqueur ait perdu la vie au cours du combat Gothfrith ne réussit à s’échapper qu’avec peu de ses guerriers, laissant sur le champ de bataille son parent « Iomhar tanaisi Gall » (Imhar le Tanist des Étrangers) . 
L’année suivante « Gofraidh mac Sitriocca » et ses vikings de Dublin pillent Ceanannus Mór, Domhnach-Padraig, Ard Breacain, Tulane,  Disert-Chiarain, Cill-Scire et d’autre églises de Meath. Ils rapportent un important butin d’or et d’argent et 300 captifs en attente de leur rachat. 
Le retour de son frère Olaf Kvaran en Irlande à partir de 953 semble mettre fin à son activité.